# Olmsted Falls
Olmsted Falls ist eine Stadt im Cuyahoga County, Ohio, Vereinigte Staaten. Das U.S. Census Bureau ermittelte bei der Volkszählung 2020 eine Einwohnerzahl von 8582.

## Geschichte
Das gesamte Bereich von Olmsted Township war ursprünglich Teil der Connecticut Western Reserve. Im Jahr 1806 wurde das Township, aus dem sich das heutige North Olmsted sowie Olmsted Falls und weitere Gebiete entwickelten, für 30.000 Dollar an Aaron Olmstead, einen wohlhabenden Teilhaber der Connecticut Land Company, verkauft. 
Das Land wurde ab 1814 besiedelt und hieß zuerst Kingston, später Lenox. Im Jahr 1829 stiftete Charles Olmstead, der Sohn von Aaron Olmstead, hier eine Bibliothek, die erste westlich der Allegheny Mountains. Zum Dank wurde das Township nach dem Namen der Familie Olmstead umbenannt. Später wurde das „a“ aus der Bezeichnung gestrichen, und auch die Familie nannte sich künftig „Olmsted“.
Schon seit 1820 wurde die Kraft der Wasserfälle am westlichen Zufluss des Rocky River durch eine Getreidemühle und eine Sägemühle genutzt. Bald bildete sich eine Siedlung um diese Gebäude im Zentrum des Townships. Die Gemeinde wurde 1843 als Norris Falls gegründet, aber zwei Jahre später in Olmsted Falls umbenannt.

## Bildung
Der Olmsted Falls City School District betreut vier Schulen in der Stadt mit rund 3650 Schülern. Das stetige Wachstum der Bevölkerungszahl der Stadt Olmsted Falls bringt auch wachsende Schülerzahl mit sich. Um die anerkannt gute Qualität ihres Schulsystems beizubehalten, muss die Stadt in den Ausbau der vier Schulen im Schulbezirk investieren. Es sind dies die Falls-Lenox Primary School, die Fitch Intermediate School, die Olmsted Falls Middle School und die Olmsted Falls High School. Die Schüler kommen nicht nur aus Olmsted Falls, sondern aus dem Olmsted Township und aus Teilen von Berea (Ohio) sowie aus Teilen des Columbia Townships. 
Der Schulbezirk ist mit der Polaris Joint Vocational School verbunden, einer berufsbildenden höheren Schule. Diese ist im Norden Ohios auch für die Städte Berea, Brooklyn (Ohio), Fairview, North Olmsted und Strongsville zuständig. Die Schüler können nach der Absolvierung der Highschool die Colleges und Universitäten im nahen Cleveland, aber auch Colleges in Elyria, Berea und Oberlin besuchen.
Die Schulfarben sind Blau-Gold, und das Maskottchen der Sportteams ist eine Bulldogge. Besonders erfolgreich ist das Football-Team, das im Jahr 2000 die Staatsmeisterschaften der Ohio High School Athletic Association im Paul Brown Tiger Stadium in Massilon gewann. Auch das Basketball-Team der Olmsted Falls Bulldogs gewann die Meisterschaften seiner Liga von 1995 bis 2008 (mit Ausnahme von 2006).

## Persönlichkeiten
- Sean Zawadzki (* 2000), Fußballspieler